# Guptkashi
Guptkashi – wieś w Indiach, w stanie Uttarakhand. W 2011 roku liczyła 1130 mieszkańców.